# Yucca Valley
Yucca Valley, fundado en 1991, es un pueblo ubicado en el condado de San Bernardino en el estado estadounidense de California. En el año 2020 tenía una población de 21,738 habitantes y una densidad poblacional de 211.10 personas por km².

## Geografía
Yucca Valley se encuentra ubicado en las coordenadas 34°6′N 116°25′O / 34.100, -116.417. Según la Oficina del Censo, la ciudad tiene un área total de 103,7 km² (40,0 mi²), de la cual 103,7 km² (40,0 mi²) es tierra y 0 km² (0 mi²) (0%) es agua.

### Localidades adyacentes
El siguiente diagrama muestra a las localidades en un radio de 16 kilómetros (9,9 mi) de Yucca Valley.

## Demografía
Según la Oficina del Censo en 2000 los ingresos medios por hogar en la localidad eran de $30,420, y los ingresos medios por familia eran $36,650. Los hombres tenían unos ingresos medios de $35,037 frente a los $25,234 para las mujeres. La renta per cápita para la localidad era de $16,020. Alrededor del 19.5% de la población estaban por debajo del umbral de pobreza.